# PGA 투어
PGA 투어(PGA TOUR)는 미국 프로 골프 투어의 주관 단체이다. 본사는 잭슨빌의 근교 플로리다주 폰테 베드라 비치에 위치해 있다.
본래는 미국 프로 골퍼 협회가 설립하였으나 1968년에 토너먼트 골프 선수를 위한 별개의 조직으로 분리되었다.
PGA 투어는 총 130개 이상의 프로골프대회를 공동 주관한다. PGA 투어는 연간 열리는 1부리그 PGA 투어와 시니어 투어인 챔피언스 투어(50 세 이상) 및 웹닷컴 투어(아직 PGA 투어 카드가 없는 선수들의 시합, 2부리그)를 주관한다. 또한 해외 투어로 멕켄지 투어(PGA 투어 캐나다), PGA 투어 라틴 아메리카, PGA 투어 중국 시리즈를 운영하고 있다
PGA 투어 선수들은 24개국에서 온 세계 최고의 선수들을 대표한다. 이중 86명의 선수들이 미국 이외의 지역 출신이다. 전세계적으로 PGA 투어는 227개의 국가 및 비독립 지역에서, 23개 언어로, 11억 세대 이상의 가정에 방송된다. 사실상 모든 대회가 자선 기부를 최대화하기 위해 비영리로 운영된다. 2016년 PGA 투어는 지역 자선 단체를 위해 1억 6,600만 달러를 모으는 기록을 세웠으며, 투어 창립 이후 총 24억 6000만 달러를 자선 단체에 기부하였다.
PGA 투어는 세계 프로골프를 리드하는 플랫폼으로, 골프대회뿐만 아니라 모든 영역에서 최고의 탁월함을 자랑한다. PGA 투어의 사명은 팬들을 즐겁게 하고 격려하며, 파트너에게 실질적인 가치를 제공하고, 사람들에게 골프와 지역 사회를 위해 봉사할 수 있는 기회를 마련해주고, 지역 사회에서 상당한 자선 경제 효과를 창출하고, 골프를 성장시키고 보호하며, 투어 선수들을 위해 재정적인 도움을 제공하는 것이다.
PGA 투어의 웹 사이트는 PGATOUR.CO.KR이며, 전세계적으로 볼 때 골프 검색 1위 사이트이다. 본사는 플로리다주 잭슨빌 근교의 폰테 베드라 비치에 있다
PGA 투어는 원래 미국프로골프협회(PGA of America)에 의해 설립되었으나 PGA 투어라는 이름으로 1968년에 투어 선수들을 위한 별도의 조직으로 분사되었다. PGA투어는 처음에 토너먼트 플레이어 디비전(Tournament Players Division)이라는 이름으로 시작했으나, 1975년부터 "PGA 투어"라는 명칭을 사용해 왔다. PGA투어는 플레이어스 챔피언십(TPC 소그래스 스타디움 코스)을 비롯하여 투어 챔피언십(이스트레이크 골프클럽)을 피날레로 한 페덱스컵과 격년제로 열리는 프레지던츠컵을 직접 운영하며, PGA투어의 모든 경기를 관리하고 주관한다. 하지만, 4개의 메이저 대회인 마스터즈, US 오픈, 디 오픈, PGA 챔피언십은 PGA 투어가 운영하지 않는다. 메이저 대회 중 하나인 PGA 챔피언십과 2년마다 펼쳐지는 미국과 유럽의 팀 대항전인 라이더컵은 PGA 투어가 아닌 미국프로골프협회(PGA of America)가 보유하고, 직접 운영한다. 다른 메이저 리그 스포츠와 마찬가지로 PGA 투어는 참가 선수를 "남성 "으로만 제한하는 규정은 없다.
미국프로골프협회(PGA of America)와 PGA 투어를 혼동하는 경우가 많은데 미국프로골프협회(PGA of America)와 PGA 투어는 서로 다른 단체이다. 참고로 미국프로골프협회(PGA of America)는 골프장 클럽 프로, 티칭 프로를 주요 회원으로 하는 단체이다. 미국프로골프협회(PGA of America)는 투어 선수들이 빠져나간 후 클럽 프로와 티칭 프로를 위한 단체가 되었다.
PGA투어 카드는 간단하게 말해서 이전 년도 페덱스컵 포인트 상위 125위 선수들과 웹닷컴 투어 톱 25위를 기록한 선수들이 받게 된다. 상세한 출전 자격은 PGATOUR PRIORITY RANKING을 검색하시면 찾을 수 있다 한편, 대회 우승자들은 대회에 따라 시드 혜택이 부여된다. 메이저 대회와 플레이어스 챔피언십 우승자에게는 5년간 시드권이 주어지며, WGC 대회와 투어 챔피언십, 아놀드파머 인비테이셔널, 메모리얼 챔피언십은 3년 시드권, 그 밖의 대회 우승자에게는 2년 시드권이 주어진다.
PGA 투어는 대회가 개최되는 도시의 지역 자선 단체를 대신하여 자선 기금 모금에 중점을 둔다. PGA 투어 규정에 따라 일부 이벤트를 제외하고 모든 투어 대회는 비영리 목적으로 이루어진다. PGA 투어 자체도 비영리 단체이다. 2017년에는 1938년 이후 시작된 자선 모금이 총 20억 달러를초과하였다고 발표하였다. PGA 투어의 플래그쉽 경기인 플레이어스 챔피언십에서는 2016년 대회에서 자선 기금을 850만 달러를 모으는데 성공했다. PGA 투어가 돕고 있는 자선 단체의 수는 2,000개가 넘는다.